# Predmeja
Predmeja falu Szlovéniában, a Goriška statisztikai régióban, a Vipava-völgy északi szélén. Közigazgatásilag Ajdovščinához tartozik.

## Tömegsírok
Predmeja az egyike annak a négy helyszínnek Szlovéniában, ahol a második világháborúból maradt tömegsír található. A Robom-tömegsír (szlovénül: Grobišče Brezno za Robom) a Trnovo-erdei-fennsíkon található Predmejától keletre. A sírból német katonák földi maradványai és azonosítatlan civil áldozatok maradványai kerültek elő. A Medvedovše-tömegsír (Grobišče Brezno za Medvedovšem) szintén a Trnovo-erdei-fennsíkon található, Predmejától 1 kilométernyire északkeletre. A sírból azonosítatlan áldozatok földi maradványai kerültek elő. A Bratin-tömegsír (Grobišče Bratinov brezen) a Trnovo-erdei-fennsík szélén található, Predmejától keleti irányban a Lokavšček-források közelében. A sírból hét szlovén partizán földi maradványai kerültek elő, akiket olasz katonák végeztek ki.

## Fordítás
- Ez a szócikk részben vagy egészben  a   Predmeja című angol Wikipédia-szócikk ezen változatának fordításán alapul.  Az eredeti cikk szerkesztőit annak laptörténete sorolja fel. Ez a jelzés csupán a megfogalmazás eredetét és a szerzői jogokat jelzi, nem szolgál a cikkben szereplő információk forrásmegjelöléseként.